# Forte Monte Guano
Forte Monte Guano è una opera fortificata di Genova, eretta intorno all'anno 1888. Si raggiunge dal Santuario di Nostra Signora Incoronata percorrendo via Monte Guano.

## Descrizione
Per la realizzazione del forte, il versante a nord della vetta venne sagomato per potervi costruire una caserma di due piani, capace di ospitare fino a 70 uomini. Allo stesso tempo si spianò la cima della collina dove vennero scavati quattro pozzi verticali per alloggiare dei cannoni da 12 A.R.C. in cupola. I pozzi erano collegati alla caserma attraverso scale sotterranee mentre l'accesso alla caserma era situato al primo piano ed accessibile attraverso un ponte levatoio che scavalcava il fossato che circondava l'intera costruzione.
La caserma aveva 9 vani nel piano inferiore (tra cui le camerate, le cucine e la fureria per la gestione organizzativa e amministrativa ordinaria), e 9 in quello superiore (tra cui la camera di comando, quella del comandante di distaccamento e il corpo di guardia).
Attorno al complesso erano presenti tre postazioni in torretta a scomparsa per cannoni da 57 mm a tiro rapido.
L'artiglieria era impiegata per battere la costa di Castelbello sopra Multedo e la costa di Sant'Alberto mentre altri due mortai da 15 A.R.C. Ret in barbetta al lato della caserma venivano impiegati per battere l'area di Borzoli.
All'inizio del novecento divenne prevalentemente un deposito munizioni potendone contenere fino a 16000 chili, perdendo l'importanza strategica per cui era stato inizialmente concepito. Terminata la Prima Guerra Mondiale, venne impiegato per conservare un notevole quantitativo di cordite, un pericoloso esplosivo. Dopo numerose proteste da parte della popolazione locale, le autorità trasferirono il materiale all'interno dei Forti del Turchino (Forte Aresci e Forte Geremia). Durante le operazioni di sgombero, la mattina dell'8 novembre 1923, un'esplosione causata da un fulmine, divampò all'interno della fortificazione causando undici vittime (a cui fu poi eretta una cappella commemorativa nei pressi del cimitero di Cornigliano), diversi gravi feriti e distruggendo un'ala della caserma.
La fortificazione, a seguito di questo tragico evento, fu abbandonata per poi essere nuovamente occupata dall'esercito nel 1940. Quest'ultimo la riadattò trasformandola in contraerea con quattro cannoni da 76/45 che andarono a servizio della Contraerea della 26ª Batteria (nota come San Giorgio). Disarmato dopo la Seconda Guerra Mondiale il forte è rimasto abbandonato fino alla metà degli anni '70 quando ogni entrata è stata murata per impedirne l'accesso e il piano inferiore interrato durante le operazioni di riempimento del fossato.
Attualmente il Forte si trova in proprietà privata e anche i vani del piano al di sopra del fossato (oggi interrato) sono ingombri di detriti.